# La Loma, Chapa de Mota
La Loma är en ort i Mexiko, tillhörande kommunen Chapa de Mota i delstaten Mexiko, i den centrala delen av landet. Orten hade 309 invånare vid folkräkningen 2010.